# Robbie Williams North American Tours
Robbie Williams North American Tours – druga trasa koncertowa Robbie’ego Williamsa; w jej trakcie odbyły się dwadzieścia trzy koncerty.
1. 1 maja 1999 – Toronto, Kanada – The Opera House
2. 4 maja 1999 – New York City, USA – Bowery Ballroom
3. 6 maja 1999 – Filadelfia, Pensylwania, USA – Theatre of Living Arts
4. 7 maja 1999 – Boston, Massachusetts, USA – Paradise Rock Club
5. 8 maja 1999 – Montreal, Kanada – Le Medley
6. 10 maja 1999 – Waszyngton, USA – 9:30 Club
7. 12 maja 1999 – Atlanta, Georgia, USA – Cotton Club
8. 14 maja 1999 – Chicago, Illinois, USA – Metro Chicago
9. 1 czerwca 1999 – Vancouver, Kanada – The Rage
10. 2 czerwca 1999 – Seattle, Waszyngton, USA – The Showbox
11. 7 czerwca 1999 – San Francisco, Kalifornia, USA – Bimbo's
12. 9 czerwca 1999 – Los Angeles, Kalifornia, USA – The Mayan
13. 12 października 1999 – Boston, Massachusetts, USA – Avalon
14. 15 października 1999 – New York City, Nowy Jork, USA – Hammerstein Ballroom
15. 18 października 1999 – Toronto, Kanada – The Warehouse
16. 19 października 1999 – Kitchener, Kanada – The Lyric
17. 21 października 1999 – Pittsburgh, Pensylwania, USA – A.J. Palumbo Centre
18. 22 października 1999 – Waszyngton, USA – 9:30 Club
19. 24 października 1999 – Atlanta, Georgia, USA – The Tabernacle
20. 25 października 1999 – Orlando, Floryda, USA – Hard Rock Live
21. 29 października 1999 – Houston, Teksas, USA – Verizon Wireless Amphitheater
22. 30 października 1999 – Dallas, Teksas, USA – Deep Ellum Live
23. 1 listopada 1999 – Austin, Teksas, USA – Austin Music Hall